# Hold On Tight (sång)
Hold On Tight är en låt av Electric Light Orchestra, skriven av Jeff Lynne. Den finns med som spår nummer tolv på studioalbumet Time från 1981. Den var den första singeln från skivan, och blev också albumets största hitlåt. Låttexten handlar om att till varje pris hålla fast vid sina drömmar, och var en del i albumets tema som handlade om tidsresor. En av låtens verser sjungs på franska.

## Listplaceringar
| Lista (1981)   | Position                |
| -------------- | ----------------------- |
| Australien     | 5 (Kent Music Report)   |
| Finland        | 20                      |
| Flandern       | 4                       |
| Frankrike      | 24                      |
| Irland         | 3                       |
| Kanada         | 6 (RPM)                 |
| Nederländerna  | 10                      |
| Norge          | 7 (VG-lista)            |
| Nya Zeeland    | 7 (VG-lista)            |
| Schweiz        | 1                       |
| Spanien        | 1                       |
| Storbritannien | 4 (UK Singles Chart)    |
| Sverige        | 10 (Topplistan)         |
| Sverige        | "Heta Högen" i Poporama |
| Sydafrika      | 4                       |
| USA            | 10 (Billboard Hot 100)  |
| Västtyskland   | 2                       |
| Österrike      | 2                       |